# گلوبال‌استار
گلوبال‌استار (انگلیسی: Globalstar) شرکت مخابرات ماهواره‌ای آمریکایی است، که در سال ۱۹۹۱ تأسیس شد.